# Shravanabelagola
Shravanabelagola ou Shravana-Belgola est une ville de l'État du Karnataka en Inde, dans le district d'Hassan. C'est le plus important centre religieux du Jaïnisme, surtout connu pour la colossale statue de Gomateshvara.

## Géographie
Shravana-Belagola se situe dans la partie sud-est de l’État du Karnataka, dans le district d’Hassan. Un réseau routier entretenu permet d’y accéder : 160 km au Sud-Ouest de Bangalore, 55 km à l’Est d’Hassan, 80 km au Nord de Mysore, et à 70 km de la gare ferroviaire d’Arsikere, sur la ligne de Bangalore-Pune.
L’association de ce lieu avec les ascètes jains est si intime qu’il est lié à son appellation. Le préfixe « Sravanai » attaché au nom de ce lieu est issu d’un mot sanskrit « Sramanai » désignant un ascète jain. Belagola signifie « mare blanche ». Ce nom aurait été attribué au lieu après que le lait utilisé lors de la première Mahamastakhabhiseka de la statue du Seigneur Gomteshwara (Bahubali) forma au cœur du village une mare. Dès lors Shravana-Belagola signifie Belagola des Sramanasi, « La mare blanche des ascètes jains ».

## Histoire
Le site est constitué de deux collines : Chandragiri, la colline de Chandra, la lune, haute de 600 m et Indragiri, la colline d'Indra, s'élevant à 930 m. Le sommet de Chandragiri comporte cinq temples de style dravidien construits entre les VIIIe et XIIe siècles. Sur Indragiri se dresse la statue de Gomateshvara : entièrement en granit, elle représente l'ermite et saint jaïn Gomateshvara. Gomateshvara, aussi appelé Bahubali, était le fils de Rishabha, premier Tīrthankara et fondateur du jaïnisme. La statue, commandée par Chavundaraya, un ministre du roi Rājamalla Ier Ganga, fut exécutée entre 978 et 983 et reste, avec ses 19 mètres, la plus grande statue monolithique au monde. On y accède en gravissant 614 marches taillées dans la roche.

## Lieux et monuments

### Le Makakalaska
Tous les douze ans, le site est le lieu d'une mēlā, une importante cérémonie, la Maha Masthaka Abhisheka. Un échafaudage est érigé autour de la statue, que des prêtres arrosent de ghi (beurre clarifié), d'eau safranée, et décorent de fleurs et de bijoux. Plusieurs milliers de fidèles sont présents.

### Autres temples et monuments de la ville
- Bhandari Basti : temple qui comporte les représentations des 24 Tīrthankaras (XIIe siècle)
- Chandragupta Basti
- Chamundaraya Basti

## Personnalités liées à la ville
Le saint jaina Bhadabāhu et son disciple le rāja Chandragupta Maurya seraient morts à Shravana-Belgola.

## Galerie

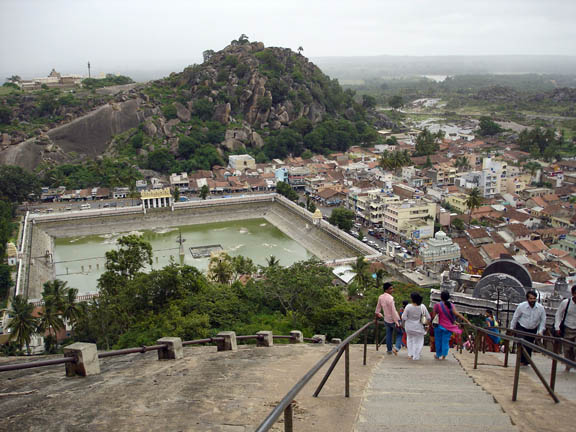
Vue de la ville depuis l'escalier taillé dans la roches qui mène au sanctuaire
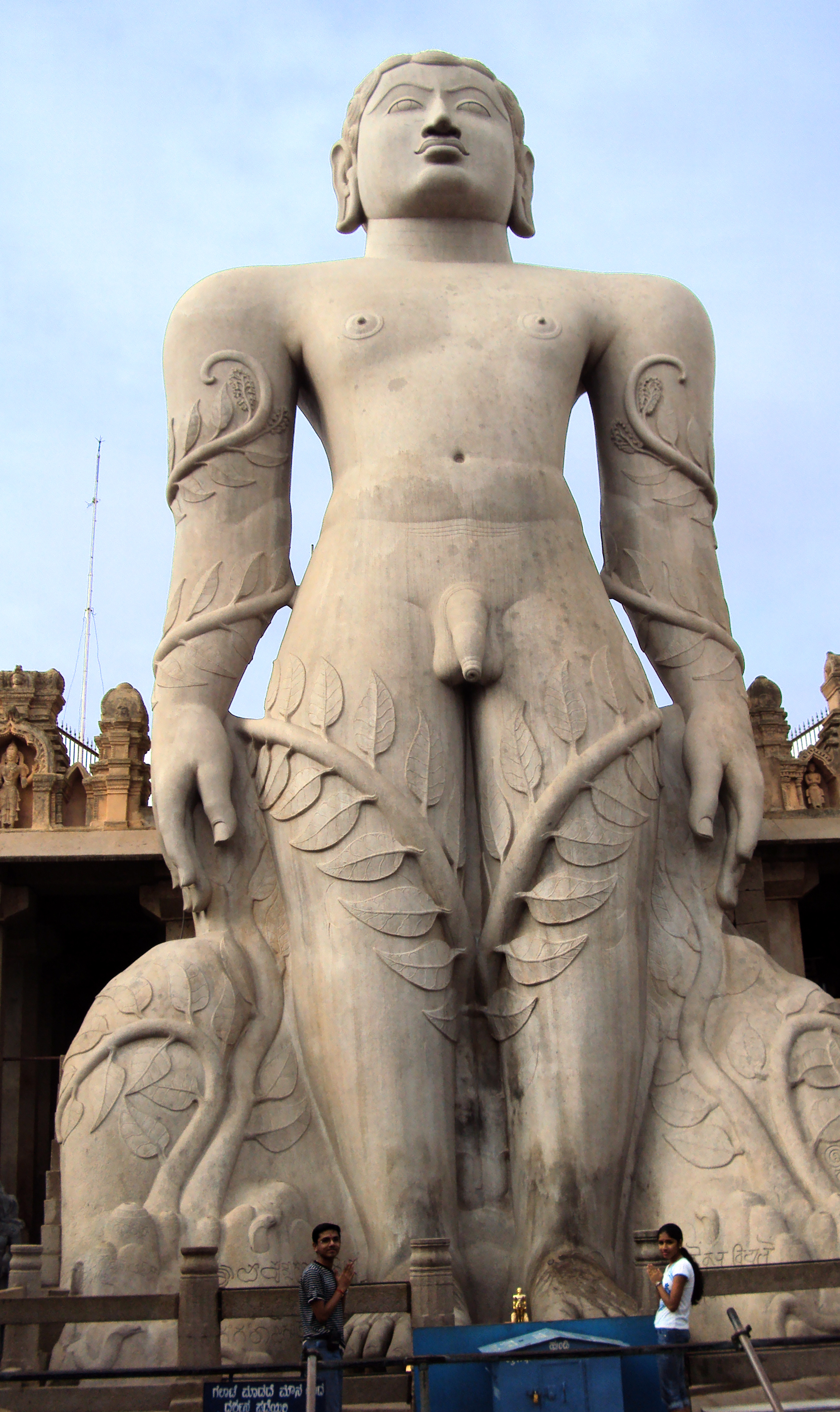
Statue de Gomateshvara
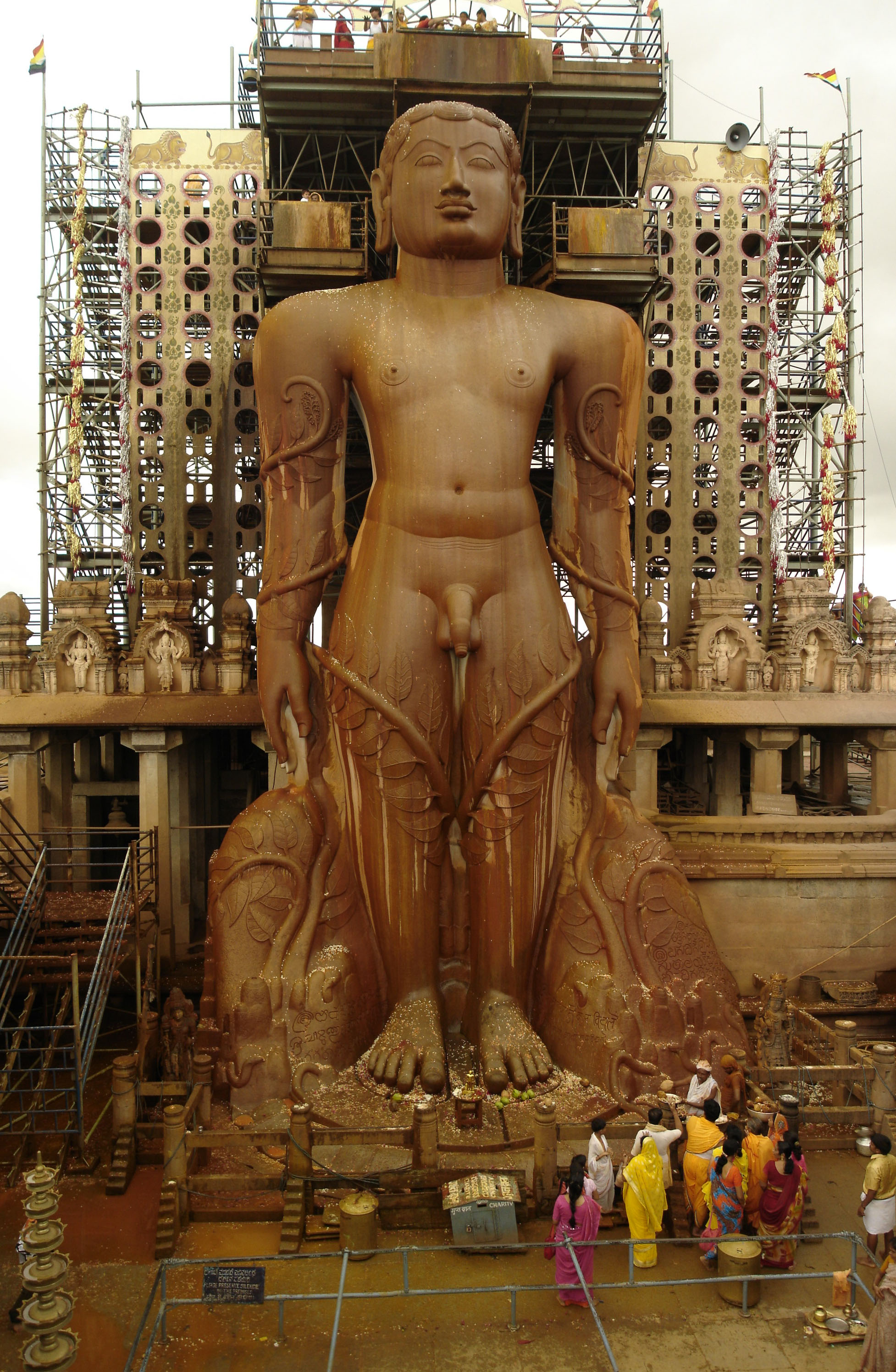
Statue de Gomateshvara avec son échafaudage
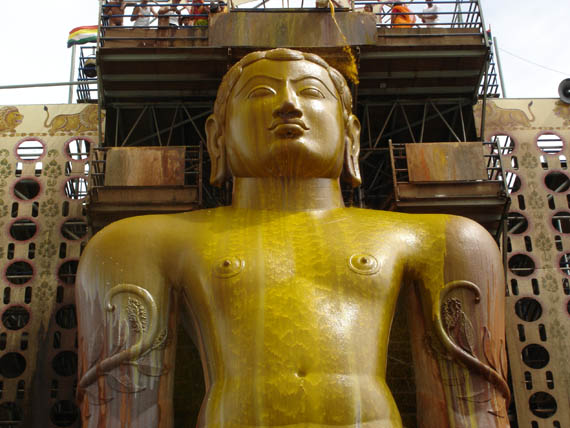
Statue de Gomateshvara recouverte par les offrandes

Panorama de la Chandragiri complexe du temple à l'aube.